# Hilel Resnitzky
Hilel Aviv Resnitzky (en hebreo: הלל אביב רזניצקי‎; General Galarza, 1932) fue el nombre con el cual Don Julio Resnitzky, colono hijo de colonos, registró a su cuarto hijo en 1932. Hilel Resnitzky vivió su primera infancia en Galarza, sur de Entre Ríos (Argentina). La familia se trasladó luego a Santa Fe y en 1946 a la Capital Federal. En su adolescencia se integró Hilel a lo que se transformó después en el movimiento pionero Hejalutz Lamerjav. En 1956 hizo aliá y se integró al kibutz Neot Mordejai, en la Galilea Superior, donde hasta hoy reside. Hizo el servicio militar en el marco de Najal aerotransportado. Estudio en el seminario de maestros y en la Universidad de Haifa: Geografía, Literatura e idioma hebreo. Se doctoró en Filosofía en la Universidad de Bar Ilan. La tesis consistió en un estudio comparativo de las obras metarrealistas de Agnon, Yeoshua y Borges. La mayor parte de su vida activa enseñó, al comienzo en la escuela primaria, luego en la secundaria y en los últimos decenios en la Universidad de Haifa y los colegios universitarios Tel Jai y Safed. Participó en el kibutz como coordinador de diversas comisiones. Fue durante dos periodos, 1973-75 y 1983-85 director del Kibutz. Publicó "Peregrinación entre patrias", su primer libro de relatos en el año 2001. y en el 2004 su segundo libro "Puentes de Papel"

## SobrePeregrinación entre patrias
El texto de Resnitzky, salvo algunas pocas páginas, es un texto judío. Su tema es el destino del pueblo, signado por el Holocausto más que por el surgimiento de Israel. Su historia es de desencuentros, de dispersión, y de un destino desconocido. En general los finales de Resnitzky no son conclusiones. Las historias quedan abiertas, irresueltas, conflictuadas en la mayoría de los casos. Hay cuentos con buena dosis de agudo humor. Los relatos son sobre el destino en general y sobre el judío en particular. El Holocausto en sus diversas formas incluido el de la Argentina en la última dictadura militar en el cuento "Recuerdos de Allá" está presente en casi todo el libro, que tiene un valor literario suficientemente elevado como para invitar a la lectura.

## SobrePuentes de Papel
Puentes de Papel prosigue su recorrido por un territorio casi virginal de la literatura judeoargentina: aquel que reconoce como límites los dos extremos de un país amado y añorado Argentina-y otro elegido como lugar de vida y desarrollo-Israel-, conjugados de manera que sus bordes dejan de ser fronteras y se transforman en "puentes" de afecto y comunicación. Desde la fundación del kibutz Neot Mordejai, en la Galilea, hasta la formación de los primeros grupos de autodefensa judía en Buenos Aires para responder a las agresiones fascistas, el recorrido de estos textos densos, y estremecedores nos transporta en un viaje que no elude las referencias simbólicas y el matiz fantástico, sabiamente combinados con su valor testimonial.